# مقاطعة نقدة
مقاطعة نقده (بالفارسية: شهرستان نقده) هي إحدى مقاطعات محافظة أذربيجان الغربية في إيران. كان عدد سكان المقاطعة سنة 2006 حوالي 117,831 نسمة.

## أعلام
- عبد الرحمن حاجي أحمدي